# オテロ (ロッシーニ)

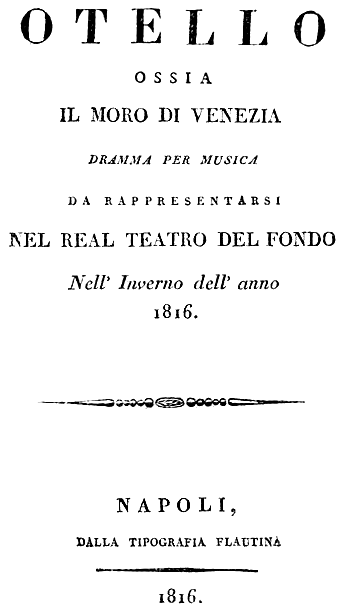
初演時のリブレット

『オテロ、あるいはヴェネツィアのムーア人』（Otello, ossia Il moro di Venezia）は、ジョアキーノ・ロッシーニが1816年に作曲した3幕のオペラ・セリア。ウィリアム・シェイクスピアの『オセロー』を原作とするが、内容にはかなりの違いがある。
演奏時間は休憩を除いて約3時間:2。

## 概要
1815年以降、ロッシーニはナポリのドメニコ・バルバイアと契約を結び、毎年新作オペラを書くことになった。『オテロ』はその中の1曲で、1816年12月4日にナポリのフォンド劇場で初演された。
ロッシーニが書いた19番目のオペラであり、『セビリアの理髪師』（1816年2月）と『チェネレントラ』（1817年1月）の2つの有名な作品の間に書かれたが、この2作と異なって悲劇である。
ナポリの劇場は多数の優れたテノール歌手を擁し、ロッシーニはこれらの歌手のためにオテロ、ロドリーゴ、イアーゴの3人のテノール歌手に高度な技術を必要とする曲を書いている。
リブレットはサルツァ侯爵フランチェスコ・マリア・ベリオ（1765-1820）によるが、シェイクスピアの原作に直接よったものではなく、もっぱら1792年にパリで上演されたジャン＝フランソワ・デュシ (Jean-François Ducis) 版をもとにし、ナポリで1813年に上演されたジョヴァンニ・カルロ・コゼンツァによってハッピーエンドに結末の変えられた『オテロ』からも想を得ている:141:5。このため話はシェイクスピアの原作から大きくかけ離れた内容となっており、第3幕（原作の第4幕後半から第5幕に相当）のみが原作に忠実である:141。

## 評価・影響
19世紀後半にヴェルディの『オテロ』が出現すると、オペラの『オテロ』といえばヴェルディの作品を指すようになっていったが、ロッシーニの『オテロ』は1890年までの75年間に26か国87都市で290回の公演が行われるほどの人気作品であり、ロッシーニの悲劇オペラの中でもっとも高い人気があった:79:7。
ヴェルディのものとくらべるとかなり控えめな話になっているが、オペラの結末がハッピーエンドにされることが当たり前だった当時に結末を悲劇のまま変えなかったことは評価できる。もっとも結末をハッピーエンドに変えた版も上演されている:141。
ロッシーニのオペラはヒロインのデズデーモナの描写を中心にしており:6、第3幕冒頭の彼女とゴンドラ乗りの歌「これほどつらいことはない」(Nessun maggior dolore)は優れている。第3幕の彼女のアリア「柳の根元に座り」(Assisa a piè d'un salice)は「柳の歌」の名で広く知られる。
フランツ・リストはゴンドラ乗りの歌を『巡礼の年第2年補遺・ヴェネツィアのナポリ』の第2曲「カンツォーネ」の主題に使用している。マウロ・ジュリアーニのギター曲に「おお天よ、眠りの内に」(Deh calma, o Ciel)による変奏曲（作品101）があるほか、『ロッシーニアーナ』の1番は「柳の根元に座り」、2番は「おお天よ、眠りの内に」ではじまる。

## 登場人物
- オテロ（テノール）- ヴェネツィア海軍の軍人。ムーア人。
- イアーゴ[注 3]（テノール）- オテロの同僚
- エルミーロ[注 4]（バス）- ヴェネツィアの元老院議員
- デズデーモナ（ソプラノ）- エルミーロの娘
- エミーリア（ソプラノ）- デズデーモナの親友[注 5]
- ヴェネツィアのドージェ（テノール）
- ロドリーゴ（テノール）- ドージェの息子
- ルーチョ（テノール）
- ゴンドラ乗り（テノール）

## あらすじ

### 第1幕
トルコとの戦いに勝利したオテロがヴェネツィアに凱旋して人々に賞賛される。ドージェはオテロにヴェネツィアの市民権を与える。ロドリーゴはデズデーモナをめぐってオテロの恋敵であり、彼女の父であるエルミーロが欲に目がくらんで娘をオテロに与えるのではないかと恐れていた。それに対してイアーゴは自分に陰謀があることをあかし、盗んだ手紙をロドリーゴに見せる。
デズデーモナは父がムーア人のオテロを嫌っていることを悲しむ。また自分がオテロに書いた恋文が父に取りあげられたため、それをロドリーゴあてのものだと思ってオテロが自分の貞節を疑うことを恐れる。
エルミーロは娘をロドリーゴと結婚させようとするが、デズデーモナは結婚相手がロドリーゴと知って苦しむ（三重唱）。そこへ怒ったオテロが登場して自分とデズデーモナが結婚を誓っていることをあかし、デズデーモナもそれを認める。ロドリーゴはオテロに決闘を申しこむ。

### 第2幕
デズデーモナに拒絶されたロドリーゴは苦しい胸中を告白する(Ah! come mai non senti)。デズデーモナはエミーリアに事情を打ちあけ、ロドリーゴがオテロを殺すことを恐れて彼のもとへ向かう。
愛する者の不実を恐れるオテロのもとにイアーゴが登場し、デズデーモナがロドリーゴを愛している証拠として手紙をオテロに見せる。オテロは手紙を読み、怒りに燃えて復讐しようとする（二重唱「Non m'inganno; al mio rivale」）。
ロドリーゴがオテロのもとに現れて決闘をはじめる（二重唱「Ah vieni, nel tuo sangue le offese」）。デズデーモナが止めにはいるが（三重唱「Che fiero punto è questo!」）、オテロにひどい扱いをされ、決闘を止めることもできずに気絶する。
エミーリアに介抱されてデズデーモナは息をふきかえし(Che smania. Oimè! che affanno!)、オテロの無事を聞いて安心するが、そこへ父のエルミーロが登場。デズデーモナは許しを求めるが(L'error d'un'infelice)、エルミーロは許さない。

### 第3幕
寝室で絶望におちいっているデズデーモナをエミーリアは慰めようとするが、彼女の悲しみは晴れない。外から聞こえて来るゴンドラ乗りの歌(Nessun maggior dolore)を耳にしてデズデーモナは自分の境遇に引きくらべ、今はなき友人のイザウラのことを思いだして竪琴を伴奏に柳の歌(Assisa a' piè d'un salice)を歌うが、涙で途中で止めてしまう。エミーリアが去った後、デズデーモナはひとり祈り(Deh calma, o Ciel, nel sonno)、眠りにつく。
オテロはひそかにデズデーモナの寝室にしのび込み、彼女を殺そうとするがためらう。デズデーモナは目をさまして潔白を主張するが、嵐の中オテロはデズデーモナを殺す（二重唱「Non arrestare il colpo」）。
ルーチョがやってきて、イアーゴの陰謀が明らかになったことを告げる。ドージェやエルミーロもやってきて、オテロとデズデーモナの結婚を認める。ロドリーゴも改心してデズデーモナをオテロに譲る。人々が祝う中でオテロはひとり苦しんで自殺する。